# 크리비치

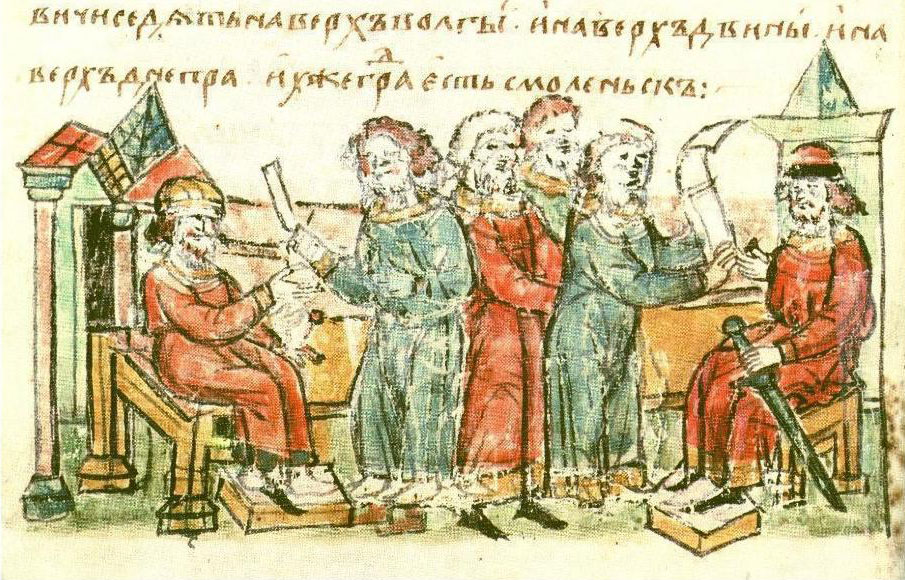
크리비치족의 고대 트리베를 보여주기 위해 라지빌 연대기의 미니어처

크리비치(벨라루스어: Крывічы; 러시아어: Кривичи)는 6세기에서 12세기 사이에 초기 동슬라브족의 부족연맹체이다. 크리비치는 원래 프스코프 주변 지역에 자생한 것으로 추정된다. 이들은 볼가강, 드니프로강, 다우가바강 상류의 핀족 지역, 벨리카야강 하류의 남쪽 지역, 네만강 분지의 일부 지역으로 이주했다.
벨라루스 반제국주의 역사의 일부 변형에서 키이우가 폴란인과 연결되어 있는 것처럼, 도시와 후에 폴라츠크가 크리비치와 연결되어 있지만, 대부분의 현대 증거에 따르면, 이것들은 모두 루스인들과 연결되어 있을 가능성이 높다.

## 역사
크리비치는 많은 고고학적 기념물을 남겼는데, 여기에는 철공소, 보석상 예술, 대장장이의 작품, 대장장이의 작품, 6세기에서 9세기의 화장된 시신과 함께 긴 무덤, 무기를 든 부유한 전사들의 무덤, 독특한 보석 세트(브레이슬과 같은 시간 고리) 등이 있다.(연신된 철사로 만든 모래 유리구슬) 첫 천년이 끝날 무렵, 크리비치는 이미 잘 발달된 농사와 소 사육을 하고 있었다. 바랑기아에서 그리스로 가는 무역로 주변에 정착한 크리비치는 바랑기아인들과 무역을 했다. 그들의 주요 부족 중심지는 그네즈도보, 이즈보르스크, 폴로츠크였다.